# Jonathan Pitroipa
Jonathan Pitroipa (Ouagadougou, 12 april 1986) is een voormalig betaald voetballer uit Burkina Faso die bij voorkeur als middenvelder speelde. In oktober 2006 debuteerde hij in het Burkinees voetbalelftal waarmee hij in 2013 de finale van de Afrika Cup bereikte.

## Clubcarrière
Pitroipa speelde in de jeugd van Planete Champion.
Tussen 2011 en 2014 speelde hij voor Stade Rennais. Hierna speelde hij 2 seizoenen voor Al-Jazira Club en 1 seizoen voor Al-Nasr SC.
Aan het einde van het jaar 2017 tekende hij bij Royal Antwerp FC waar hij uiteindelijk maar een half seizoen bleef. Daarna speelde Pitroipa nog bij het Franse Paris FC in de Ligue 2 voor drie seizoenen tot hij er in 2021 zijn professionele spelerscarrière beëindigde.

## Interlandcarrière
In oktober 2006 debuteerde hij in het Burkinees voetbalelftal, waarvoor hij 82 interlands speelde en 19 goals maakte.
In eigen land was Pitroipa altijd een grote ster en dat had hij vooral te danken aan de Afrika Cup van 2013. Met Paul Put als bondscoach reikte Burkina Faso tijdens dat toernooi erg verrassend tot de finale waar Nigeria nipt te sterk bleek (1-0). Pitroipa was goed voor twee goals en drie assists en werd achteraf uitgeroepen tot Speler van het Toernooi.

## Clubstatistieken
| Seizoen | Club             | Wedstrijden | Doelpunten | Competitie         |
| ------- | ---------------- | ----------- | ---------- | ------------------ |
| 2004/05 | SC Freiburg      | 4           | 0          | Bundesliga         |
| 2005/06 | SC Freiburg      | 14          | 1          | 2. Bundesliga      |
| 2006/07 | SC Freiburg      | 33          | 8          | 2. Bundesliga      |
| 2007/08 | SC Freiburg      | 24          | 7          | 2. Bundesliga      |
| 2008/09 | Hamburger SV     | 28          | 1          | Bundesliga         |
| 2009/10 | Hamburger SV     | 20          | 3          | Bundesliga         |
| 2010/11 | Hamburger SV     | 26          | 2          | Bundesliga         |
| 2011/12 | Stade Rennais    | 36          | 7          | Ligue 1            |
| 2012/13 | Stade Rennais    | 32          | 7          | Ligue 1            |
| 2013/14 | Stade Rennais    | 23          | 0          | Ligue 1            |
| 2014/15 | Al-Jazira Club   | 25          | 9          | UAE Liga           |
| 2015/16 | Al-Nasr SC       | 26          | 6          | UAE Liga           |
| 2016/17 | Al-Nasr SC       | 12          | 6          | UAE Liga           |
| 2017/18 | Royal Antwerp FC | 7           | 0          | Jupiler Pro League |
| 2018/19 | Paris FC         | 32          | 3          | Ligue 2            |
| 2019/20 | Paris FC         | 27          | 2          | Ligue 2            |
| 2019/21 | Paris FC         | 14          | 0          | Ligue 2            |
| Totaal  | Totaal           | 383         | 62         |                    |